# Novidades
Novidades foi um jornal diário publicado em Portugal. A primeira edição é de 7 de Janeiro de 1885.
Inicialmente, foi um jornal monárquico e católico, ligado a personalidades do Partido Progressista. De 1885 a 1891 e de 1895 a 1905, o jornal teve como director Emídio Navarro. Foi director e secretário de redacção Eduardo de Noronha.
Em 1913, deixou de ser diário, publicando-se apenas duas ou três edições anuais para manutenção do título. 
Em 1923 foi comprado pela Igreja católica, dando-se início à segunda série do diário, como órgão oficioso do episcopado português. Tomás de Gambôa foi o redactor principal até à sua morte em 1950. Um dos directores do jornal foi, durante catorze anos, o Padre Amadeu de Vasconcelos.[carece de fontes?] Este lugar foi depois ocupado pelo cónego Fernando Pais de Figueiredo até ao seu falecimento em 1947, tendo sido substituído pelo monsenhor Avelino Gonçalves, que tomou posse em Fevereiro do ano seguinte. Avelino Gonçalves manteve este posto até 1974.[carece de fontes?]
Durante o Estado Novo, o jornal espelhou o alinhamento político do episcopado com o regime de Salazar. Em 1958, o jornal foi alvo do protesto colectivo de 28 dirigentes e militantes da Acção Católica Portuguesa, que lhe censuraram o claro apoio dado à candidatura de Américo Tomás durante a campanha eleitoral presidencial desse ano.
Novidades manteve a sua publicação diária até 1974, tendo a Igreja suspendido o jornal pouco depois da revolução de 25 de abril. A 3 de maio de 1974 foi publicado o seu último número.